# Seriola dumerili
La ricciola (Seriola dumerili Risso 1810) è un pesce marino appartenente alla famiglia Carangidae.

## Distribuzione e habitat
Si trova nel Mar Mediterraneo, nell'Oceano Pacifico, in prossimità dell'India, e nell'Oceano Atlantico, dai 0 a 360 metri di profondità, più spesso tra 20 e 70 metri.

## Descrizione
È il più grande pesce della famiglia dei carangidi, potendo raggiungere i 2 metri di lunghezza e 70-100 kg di peso. È un pesce pelagico caratterizzato dalla colorazione argentea azzurra, con una linea longitudinale di colore oro, coda forcuta e due pinne dorsali, la prima corta e la seconda lunga. Presenta una barra bruna obliqua che attraversa l'occhio, anch'esso dorato.

## Pesca
È una delle prede più ambite per i pescatori sportivi sia di superficie che subacquei. Il metodo di pesca da superficie più diffuso è quello a traina con mulinello, mentre per la pesca subacquea con fucile il metodo più efficace è quello dell'aspetto o agguato con fucile subacqueo ad aria compressa o ad elastico (tipo arbalete). È possibile catturarla anche a spinning però raramente esemplari adulti, difatti gli esemplari di taglia tendono ad ignorare le esche artificiali, a meno che non venga utilizzata la tecnica del vertical jigging.

## Allevamento
Essendo una specie pelagica e soprattutto molto vorace, quindi sempre in movimento, le ricciole non si prestano facilmente all'allevamento, anche per la notevole quantità di proteine necessarie alla sua crescita, che non rendono economica tale attività. Tuttavia si stanno svolgendo dei tentativi in Sicilia che lasciano prevedere diverse possibilità. È comunque facilmente adattabile alla vita in acquario. L'Aquarium di Alghero, fin dagli anni '80, ha allevato delle piccole ricciole, dette anche cavagnole, catturate in mare aperto e aventi una taglia media di circa 1 kg di peso e circa 30 cm di lunghezza, e dopo pochi anni queste sono cresciute con successo fino a circa 20 kg di peso e circa 1 metro di lunghezza con un'alimentazione di solo pesce.

## Comportamento
La ricciola è molto più fiduciosa in fase giovanile, mentre diventa più scaltra e attenta man mano che cresce. Gli esemplari più giovani, nella cui livrea sono evidenti sfumature gialle, tendono ad aggregarsi in banchi, mentre gli esemplari più vecchi sono in genere solitari.

## Alimentazione
Si nutre di altri pesci e di invertebrati e anche di plancton.

## Galleria d'immagini

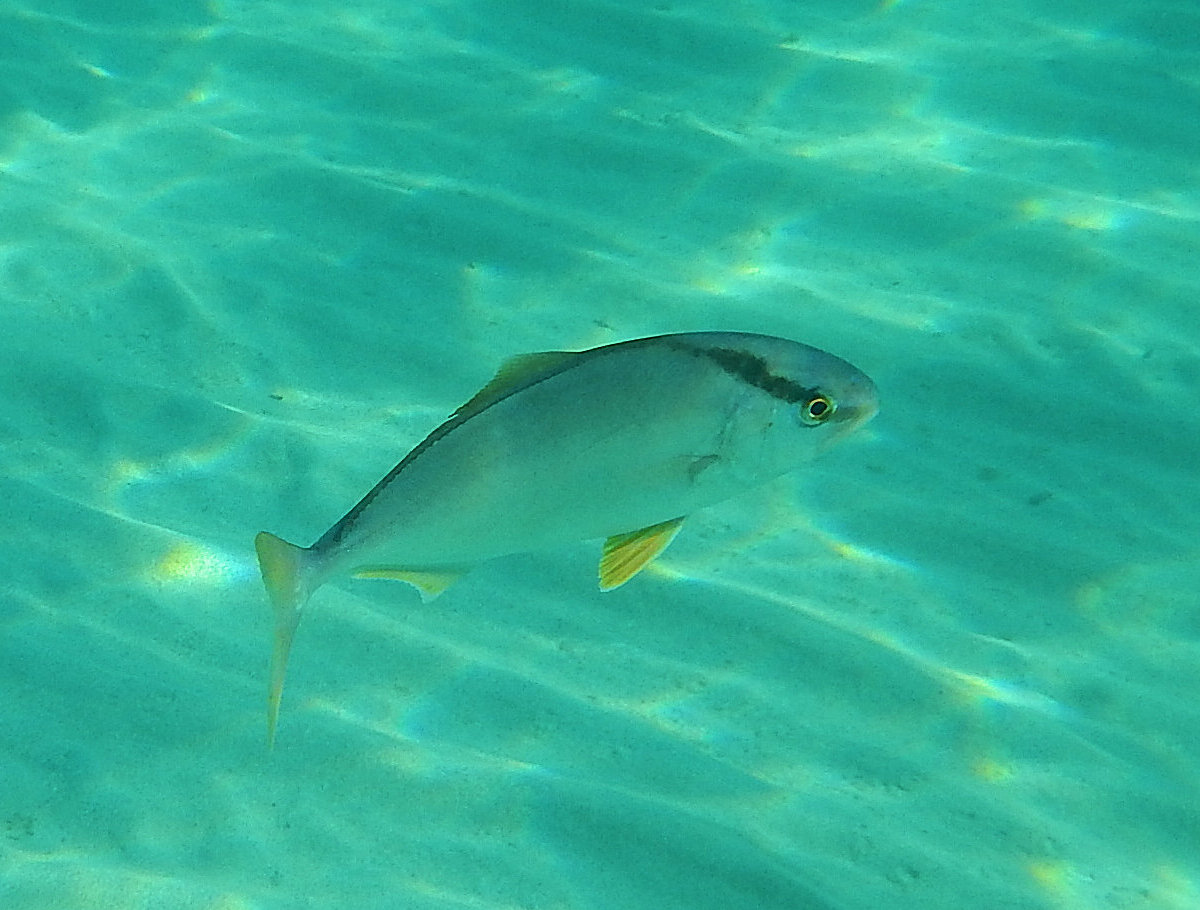
Ricciola (Seriola dumerili) fotografata in prossimità della riva di Lido Ultima Spiaggia (Isola Amministrativa "Marina di Taranto", in prossimità della "Marina di Lizzano")
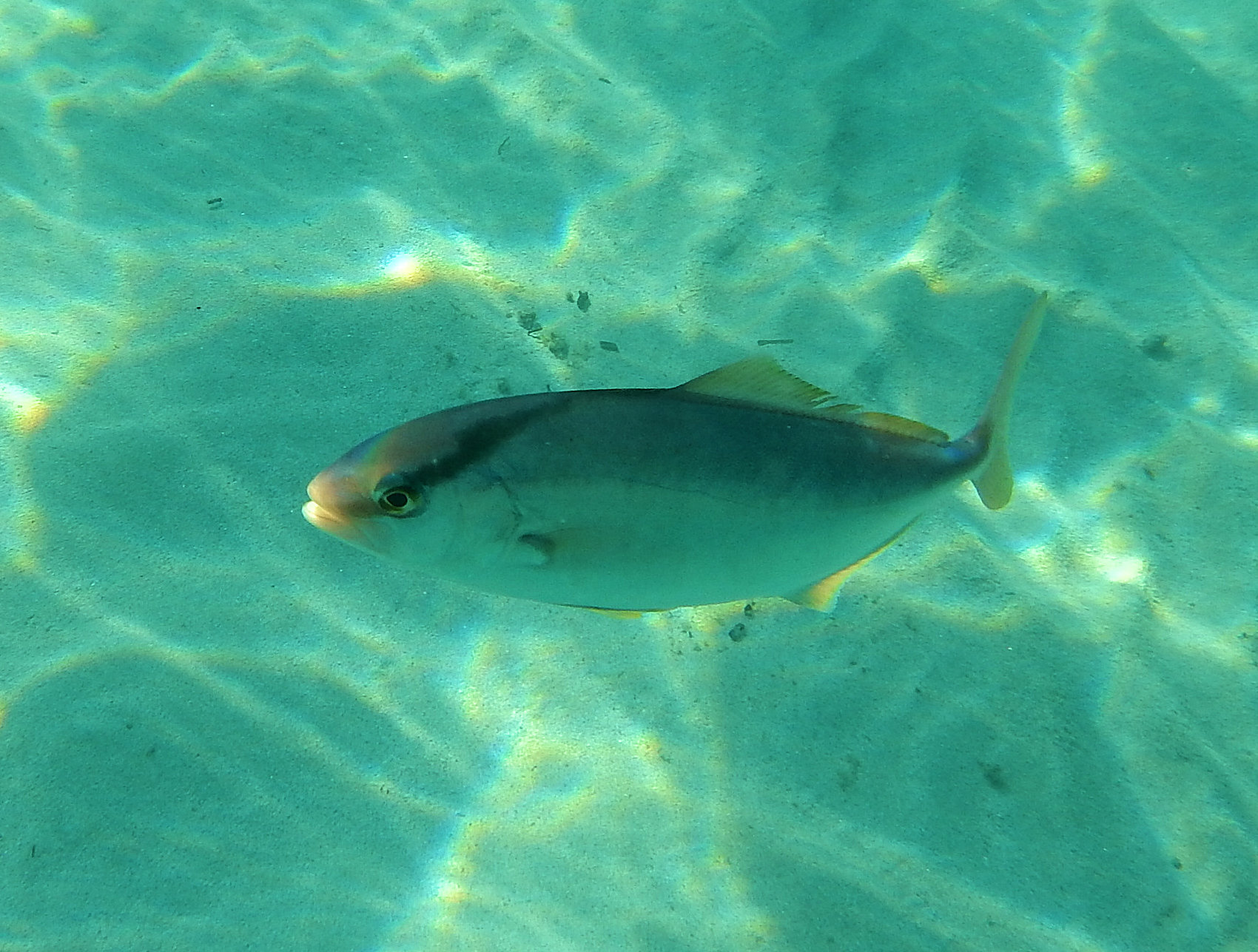
Ricciola (Seriola dumerili) fotografata in prossimità della riva di Lido Ultima Spiaggia (Isola Amministrativa "Marina di Taranto", in prossimità della "Marina di Lizzano")
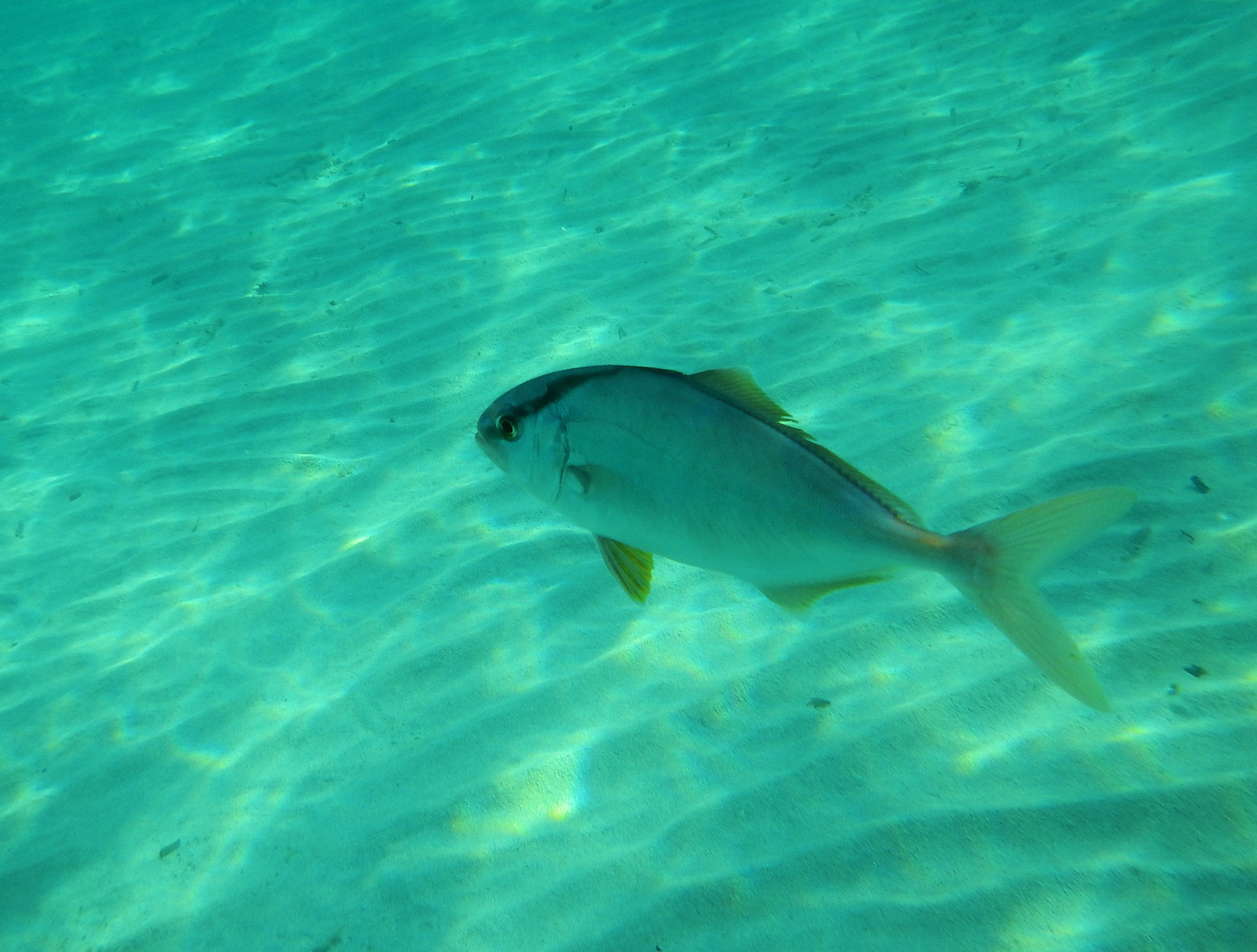
Ricciola (Seriola dumerili) fotografata in prossimità della riva di Lido Ultima Spiaggia (Isola Amministrativa "Marina di Taranto", in prossimità della "Marina di Lizzano")
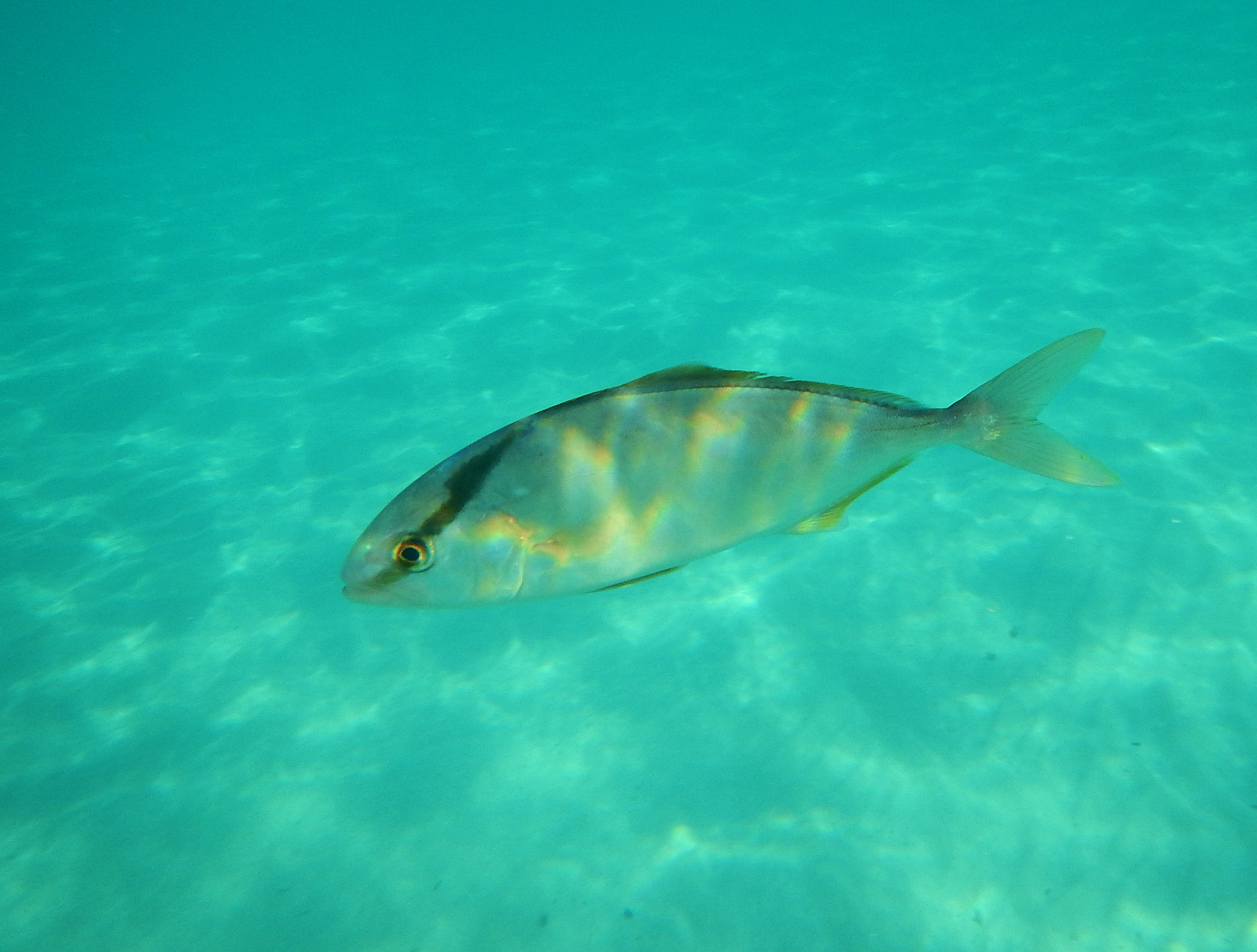
Ricciola (Seriola dumerili) fotografata in prossimità della riva di Lido Ultima Spiaggia (Isola Amministrativa "Marina di Taranto", in prossimità della "Marina di Lizzano")